# Wolfgang Plath
Wolfgang Plath (* 27. Dezember 1930 in Riga; † 19. März 1995 in Augsburg) war ein Musikwissenschaftler und Mozart-Forscher.

## Leben und Wirken
Wolfgang Plath studierte Musikwissenschaft bei Walter Gerstenberg zunächst an der FU Berlin, dann an der Universität Tübingen. 1958 wurde er dort mit einer Arbeit über Bachs „Klavierbüchlein für Wilhelm Friedemann Bach“ promoviert.
1959 wechselte Plath als Assistent von Ernst Fritz Schmid nach Augsburg und wurde gemeinsam mit Wolfgang Rehm Editionsleiter der Neuen Mozart-Ausgabe. Mehrfach wirkte er auch als Honorar-Professor in Augsburg und Salzburg.

## Auszeichnungen
- 1977: Österreichisches Ehrenkreuz für Wissenschaft und Kunst I. Klasse